# Guillermo Coria
Guillermo Coria (Rufino, Santa Fe, 13. siječnja 1982.), argentinski tenisač.
Svoj prvi turnir osvojio je 2001. godine u Viña del Maru, 2001. godine. Najveći uspjeh mu je igranje u finalu Roland Garrosa 2004. godine. U finalu je izgubio od sunarodnjaka Gastona Gaudia (0-6, 3-6, 6-4, 6-1, 8-6). Od većih rezultat još treba izdvojiti osvajanje dva turnira iz Masters serije: Hamburg 2003. i Monte Carlo 2004. godine. Najbolje rezultate postiže na zemljanim terenima. 

## Vanjske poveznice
- Profila Guillerma Corie
- Profil Guillerma Corie 2  Arhivirana inačica izvorne stranice od 18. veljače 2021. (Wayback Machine)